# Steele Bishop
Steele Bishop OAM (* 29. April 1953 in Perth) ist ein ehemaliger australischer Radrennfahrer und Weltmeister.
Steele Bishop war Profi-Radrennfahrer von 1975 bis 1985, nachdem er zuvor vier Jahre lang als Amateur aktiv gewesen war. Sein größter Erfolg war 1983 der Gewinn des Weltmeistertitels in der Einerverfolgung bei der Bahn-WM in Zürich. Während seiner Radsport-Karriere gewann er zahlreiche australische Meistertitel auf der Bahn, so wurde er Meister in der Einerverfolgung bei den Amateuren und bei den Profis. Insgesamt gewann er sechs Titel in dieser Disziplin.
Bei den Olympischen Spielen 1972 in München war er Mitglied des australischen Vierers in der Mannschaftsverfolgung.
Sechsmal siegte Bishop beim westaustralischen Straßenrennen Westral Wheelrace sowie die beiden ersten Austragungen des Griffin 1000. 1984 unternahm er einen Rekordversuch in einem Liegerad auf der Radrennbahn von Lang Lang vor laufenden Fernsehkameras, der allerdings nicht gelang.
1983 wurde Steele Bishop zum „Western Australian Sports Star of the Year“ gekürt und 1985 in die „Western Australian Hall of Champions“ aufgenommen. Zudem erhielt er 1982 den „Hubert Opperman Award“ („Oppy Oscar“), benannt nach dem legendären australischen Radsport-Star Hubert Opperman, für die beste Leistung des Jahres im australischen Sport.
In Anerkennung seiner Verdienste um den Radsport wurde er 1985 mit der Medaille des Order of Australia ausgezeichnet. 2000 erhielt er die Centenary Medal.